# Campionato mondiale di hockey su ghiaccio 1933

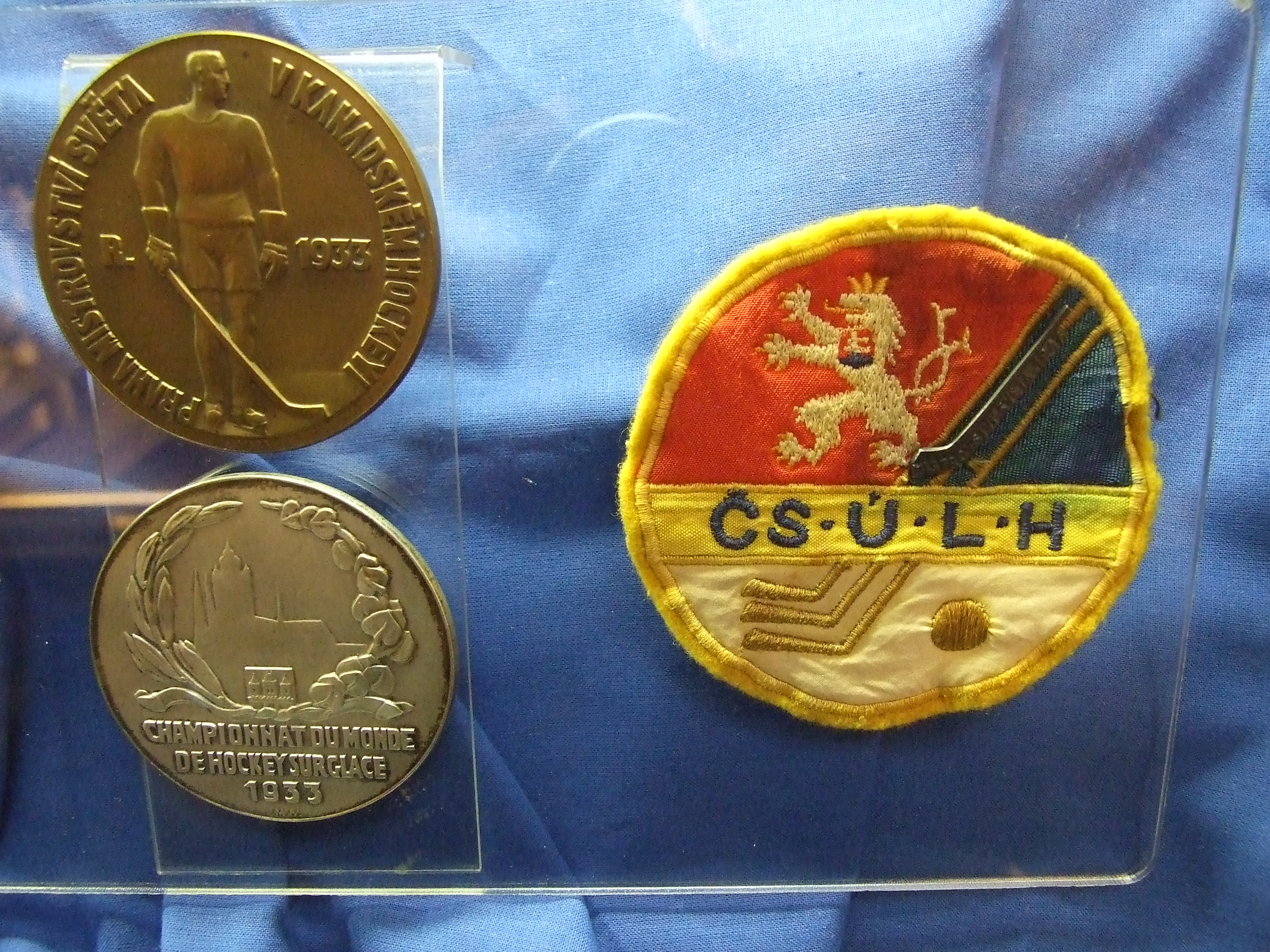
Medaglie commemorative

Il 7º Campionato mondiale di hockey su ghiaccio, valido anche come 18º campionato europeo di hockey su ghiaccio, si tenne nel periodo fra il 18 e il 26 febbraio 1933 nella città di Praga, in Cecoslovacchia. Il torneo, composto da dodici squadre fu incredibilmente vinto dalla formazione degli Stati Uniti, rappresentati dalla squadra amatoriale dei Massachusetts Rangers, in grado di sconfiggere per la prima volta i favoriti del Canada, ovvero i Toronto National Sea Fleas, solo dopo i tempi supplementari. Al terzo posto, in una finale valida anche per l'assegnazione del titolo di campione europeo, i padroni di casa della Cecoslovacchia si imposero sull'Austria.
Ad una fase preliminare composta da tre gironi, da cui furono esentati canadesi e statunitensi, seguirono due ulteriori gruppi per la composizione delle semifinali, mentre le squadre escluse si sfidarono in altre "finaline" valide per le posizioni inferiori della classifica.

## Gironi preliminari

### Gruppo A
| Praga 18 febbraio 1933 | Austria | 3 – 0 (0-0; 2-0; 1-0) | Italia | Zimní stadion Štvanice |

| Praga 18 febbraio 1933 | Cecoslovacchia | 8 – 0 (2-0; 4-0; 2-0) | Romania | Zimní stadion Štvanice |

| Praga 19 febbraio 1933 | Italia | 2 – 0 (1-0; 1-0; 2-0) | Romania | Zimní stadion Štvanice |

| Praga 19 febbraio 1933 | Cecoslovacchia | 2 – 1 (1-1; 1-0; 0-0) | Austria | Zimní stadion Štvanice |

| Praga 20 febbraio 1933 | Austria | 7 – 1 (2-1; 3-0; 2-0) | Romania | Zimní stadion Štvanice |

| Praga 20 febbraio 1933 | Cecoslovacchia | 3 – 1 (1-0; 1-1; 1-0) | Italia | Zimní stadion Štvanice |

| Pos. |                | PG | V | N | P | GF | GS | DR  | Pt |
| 1.   | Cecoslovacchia | 3  | 3 | 0 | 0 | 13 | 2  | +11 | 6  |
| 2.   | Austria        | 3  | 2 | 0 | 1 | 11 | 3  | +8  | 4  |
| 3.   | Italia         | 3  | 1 | 0 | 2 | 3  | 6  | -3  | 2  |
| 4.   | Romania        | 3  | 0 | 0 | 3 | 1  | 17 | -16 | 0  |

### Gruppo B
| Praga 18 febbraio 1933 | Germania | 6 – 0 (1-0; 3-0; 2-0) | Belgio | Zimní stadion Štvanice |

| Praga 19 febbraio 1933 | Germania | 2 – 0 (0-0; 1-0; 1-0) | Polonia | Zimní stadion Štvanice |

| Praga 20 febbraio 1933 | Polonia | 1 – 0 (0-0; 0-0; 1-0) | Belgio | Zimní stadion Štvanice |

| Pos. |          | PG | V | N | P | GF | GS | DR | Pt |
| 1.   | Germania | 2  | 2 | 0 | 0 | 8  | 0  | +8 | 4  |
| 2.   | Polonia  | 2  | 1 | 0 | 1 | 1  | 2  | -1 | 2  |
| 3.   | Belgio   | 2  | 0 | 0 | 2 | 0  | 7  | -7 | 0  |

### Gruppo C
| Praga 18 febbraio 1933 | Svizzera | 5 – 1 (3-0; 1-0; 1-1) | Lettonia | Zimní stadion Štvanice |

| Praga 19 febbraio 1933 | Svizzera | 1 – 0 (1-0; 0-0; 0-0) | Ungheria | Zimní stadion Štvanice |

| Praga 20 febbraio 1933 | Ungheria | 3 – 0 (1-0; 1-0; 1-0) | Lettonia | Zimní stadion Štvanice |

| Pos. |          | PG | V | N | P | GF | GS | DR | Pt |
| 1.   | Svizzera | 2  | 2 | 0 | 0 | 6  | 1  | +5 | 4  |
| 2.   | Ungheria | 2  | 1 | 0 | 1 | 3  | 1  | +2 | 2  |
| 3.   | Lettonia | 2  | 0 | 0 | 2 | 1  | 8  | -7 | 0  |

## Seconda fase

### Gruppo D
| Praga 21 febbraio 1933 | Austria | 1 – 0 (d.t.s.) (0-0; 0-0; 0-0; 0-0; 0-0; 1-0)) | Ungheria | Zimní stadion Štvanice |

| Praga 21 febbraio 1933 | Canada | 5 – 0 (1-0; 2-0; 2-0) | Germania | Zimní stadion Štvanice |

| Praga 22 febbraio 1933 | Germania | 4 – 0 (2-0; 0-0; 2-0) | Ungheria | Zimní stadion Štvanice |

| Praga 22 febbraio 1933 | Canada | 4 – 0 (0-0; 2-0; 2-0) | Austria | Zimní stadion Štvanice |

| Praga 23 febbraio 1933 | Canada | 3 – 1 (1-0; 1-0; 1-1) | Ungheria | Zimní stadion Štvanice |

| Praga 23 febbraio 1933 | Austria | 2 – 0 (0-0; 0-0; 2-0) | Germania | Zimní stadion Štvanice |

| Pos. |          | PG | V | N | P | GF | GS | DR  | Pt |
| 1.   | Canada   | 3  | 3 | 0 | 0 | 12 | 1  | +11 | 6  |
| 2.   | Austria  | 3  | 2 | 0 | 1 | 3  | 4  | -1  | 4  |
| 3.   | Germania | 3  | 1 | 0 | 2 | 4  | 7  | -3  | 2  |
| 4.   | Ungheria | 3  | 0 | 0 | 3 | 1  | 8  | -7  | 0  |

### Gruppo E
| Praga 21 febbraio 1933 | Stati Uniti | 7 – 0 (1-0; 2-0; 4-0) | Svizzera | Zimní stadion Štvanice |

| Praga 21 febbraio 1933 | Cecoslovacchia | 1 – 0 (1-0; 0-0; 0-0) | Polonia | Zimní stadion Štvanice |

| Praga 22 febbraio 1933 | Stati Uniti | 4 – 0 (3-0; 0-0; 1-0) | Polonia | Zimní stadion Štvanice |

| Praga 22 febbraio 1933 | Cecoslovacchia | 1 – 0 (1-0; 0-0; 0-0) | Svizzera | Zimní stadion Štvanice |

| Praga 23 febbraio 1933 | Svizzera | 3 – 1 (2-0; 0-1; 1-0) | Polonia | Zimní stadion Štvanice |

| Praga 23 febbraio 1933 | Cecoslovacchia | 0 – 6 (0-1; 0-4; 0-1) | Stati Uniti | Zimní stadion Štvanice |

| Pos. |                | PG | V | N | P | GF | GS | DR  | Pt |
| 1.   | Stati Uniti    | 3  | 3 | 0 | 0 | 17 | 0  | +17 | 6  |
| 2.   | Cecoslovacchia | 3  | 2 | 0 | 1 | 2  | 6  | -4  | 4  |
| 3.   | Svizzera       | 3  | 1 | 0 | 2 | 3  | 9  | -6  | 2  |
| 4.   | Polonia        | 3  | 0 | 0 | 3 | 1  | 8  | -7  | 0  |

## Girone di consolazione

### Gruppo 9º-12º posto
| Praga 24 febbraio 1933 | Romania | 3 – 2 (2-2; 1-0; 0-0) | Belgio | Zimní stadion Štvanice |

| Praga 24 febbraio 1933 | Lettonia | 2 – 0 (1-0; 0-0; 1-0) | Italia | Zimní stadion Štvanice |

#### Finale per il 9º posto
| Praga 25 febbraio 1933 | Romania | 1 – 0 (1-0; 0-0; 0-0) | Lettonia | Zimní stadion Štvanice |

### Finale per il 7º posto
| Praga 24 febbraio 1933 | Ungheria | 1 – 1 (0-0; 0-1; 1-0) | Polonia | Zimní stadion Štvanice |

### Finale per il 5º posto
| Praga 25 febbraio 1933 | Germania | 1 – 1 (0-0; 1-1; 0-0) | Svizzera | Zimní stadion Štvanice |

## Fase a eliminazione diretta
|  | Semifinali     | Semifinali     | Semifinali  |             |        | Finale          | Finale          | Finale          |  |
|  |                |                |             |             |        |                 |                 |                 |  |
|  | Cecoslovacchia | Cecoslovacchia | 0           |             |        |                 |                 |                 |  |
|  | Cecoslovacchia | Cecoslovacchia | 0           |             |        |                 |                 |                 |  |
|  | Canada         | Canada         | 4           |             |        |                 |                 |                 |  |
|  | Canada         | Canada         | 4           |             | Canada | Canada          | 1               |                 |  |
|  |                |                |             |             | Canada | Canada          | 1               |                 |  |
|  |                |                | Stati Uniti | Stati Uniti | 2      |                 |                 |                 |  |
|  | Stati Uniti    | Stati Uniti    | Stati Uniti | Stati Uniti | 2      | 4               |                 |                 |  |
|  | Stati Uniti    | Stati Uniti    |             |             |        | 4               |                 |                 |  |
|  | Austria        | Austria        | 0           |             |        | Finale 3º posto | Finale 3º posto | Finale 3º posto |  |
|  | Austria        | Austria        | 0           |             |        |                 |                 |                 |  |
|  |                |                |             |             |        |                 |                 |                 |  |
|  |                |                |             |             |        | Cecoslovacchia  | Cecoslovacchia  | 2               |  |
|  |                |                |             |             |        | Cecoslovacchia  | Cecoslovacchia  | 2               |  |
|  |                |                |             |             |        | Austria         | Austria         | 0               |  |

### Semifinali
| Praga 25 febbraio 1933 | Cecoslovacchia | 0 – 4 (0-2; 0-1; 0-1) | Canada | Zimní stadion Štvanice |

| Praga 25 febbraio 1933 | Stati Uniti | 4 – 0 (2-0; 2-0; 0-0) | Austria | Zimní stadion Štvanice |

### Finale per il 3º posto
| Praga 26 febbraio 1933 | Cecoslovacchia | 2 – 0 (d.t.s.) (0-0; 0-0; 0-0; 0-0; 2-0) | Austria | Zimní stadion Štvanice |

### Finale
| Praga 26 febbraio 1933 | Canada | 1 – 2 (d.t.s.) (1-1; 0-0; 0-0: 0-1) | Stati Uniti | Zimní stadion Štvanice |

## Graduatoria finale
| Pos | Squadra        |
| --- | -------------- |
|     | Stati Uniti    |
|     | Canada         |
|     | Cecoslovacchia |
| 4   | Austria        |
| 5   | Germania       |
| 5   | Svizzera       |
| 7   | Ungheria       |
| 7   | Polonia        |
| 9   | Romania        |
| 10  | Lettonia       |
| 11  | Belgio         |
| 12  | Italia         |

| Campione del mondo di hockey su ghiaccio 1933 |
| Stati Uniti 1º titolo                         |

| Pos | Squadra        | Formazione |
| --- | -------------- | --- |
|     | Stati Uniti    | Jim Breckinridge, Gerry Cosby, Sherman Forbes, Jack Garrison, Channing Hillard, Frank Holland, Stewart Iglehart, Ben Langmaid, Winthrop Palmer, Larry Sanford                          |
|     | Canada         | Geddes, Hearn, Clare McIntyre, Kenny Kane, Chisholm, MacAlpine, Collins, Huggins, Gordie Kerr, Nugent                                                                                  |
|     | Cecoslovacchia | Jan Peka, Jaroslav Pušbauer, Wolfgang Dorasil, Zbislav Petrs, Jan Michálek, Jiří Tožička, Josef Maleček, Karel Hromádka, Alois Cetkovský, Tomáš Švihovec, Oldřich Kučera, Hans Mattern |

## Campionato europeo
Il torneo fu valido anche per il 18º campionato europeo e venne utilizzata la graduatoria finale del campionato mondiale per determinare le posizioni del torneo continentale; la vittoria andò per la quarta volta alla Cecoslovacchia, giunta terza nella classifica finale.
| Pos      | Squadra        |
| -------- | -------------- |
|          | Cecoslovacchia |
|          | Austria        |
|          | Germania       |
| Svizzera |                |
| 5        | Ungheria       |
| 5        | Polonia        |
| 7        | Romania        |
| 8        | Lettonia       |
| 9        | Italia         |
| 10       | Belgio         |